# FN:s konvention mot korruption

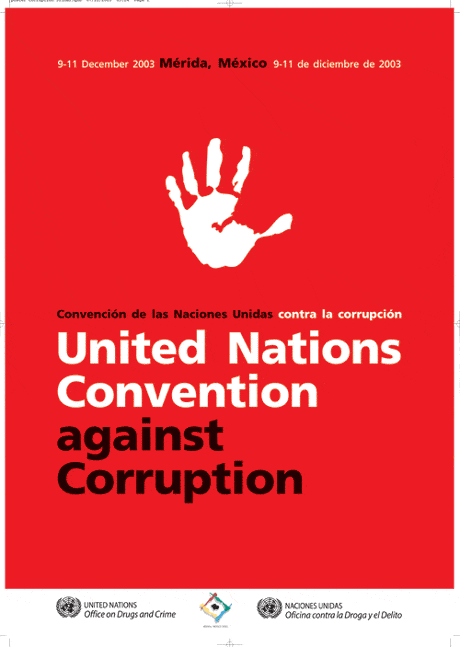
Omslaget till United Nations Convention against Corruption, UNCAC

Länder i grönt har ratificerat konventionen.

FN:s konvention mot korruption (engelska: United Nations Convention against Corruption, UNCAC) är ett universellt och rättsligt bindande instrument mot korruption.
Den antogs av generalförsamlingen i oktober 2003. Den trädde i kraft i december 2005.
Sverige ratificerade konventionen i september 2007.
Konventionen omfattar följande huvudområden:
- förebyggande åtgärder
- kriminalisering och brottsbekämpning
- Internationellt samarbete
- återställande av tillgångar
- teknisk assistans och informationsutbyte.

## I Sverige
De utvärderingar som har gjorts av Sverige inom ramen för UNCAC har publicerats på UNODC:s hemsida.